# Варин
Варин (њем. Warin) град је у њемачкој савезној држави Мекленбург-Западна Померанија. Једно је од 91 општинског средишта округа Нордвестмекленбург. Према процјени из 2010. у граду је живјело 3.588 становника. Посједује регионалну шифру (AGS) 13058105.

## Географски и демографски подаци
Варин се налази у савезној држави Мекленбург-Западна Померанија у округу Нордвестмекленбург. Град се налази на надморској висини од 30 метара. Површина општине износи 44,3 km². У самом граду је, према процјени из 2010. године, живјело 3.588 становника. Просјечна густина становништва износи 81 становника/km².